# Árni Johnsen
Árni Johnsen (* 1. März 1944 auf den Vestmannaeyjar; † 6. Juni 2023 ebenda) war ein isländischer Politiker (Unabhängigkeitspartei) und Journalist.
Árni Johnsen war zunächst als Lehrer tätig, von 1967 bis 1991 als Journalist bei der Tageszeitung Morgunblaðið sowie als Programmplaner bei Islands öffentlich-rechtlicher Rundfunkanstalt Ríkisútvarpið (RÚV), dort auch seit dessen Gründung für den Fernsehsender Sjónvarpið. Er war von 1983 bis 1987 und von 1991 bis 2001 als Vertreter des damaligen Wahlkreises Suðurland sowie von 2007 bis 2013 als Vertreter des südlichen Wahlkreises (Suðurkjördæmi) Abgeordneter des isländischen Parlaments Althing.
Von 1994 bis 2001 und 2007 bis 2013 gehörte er der isländischen Delegation im Westnordischen Rat an; von 1996 bis 2001 war er deren Vorsitzender.
Árni Johnsen verstarb am 6. Juni 2023 im Alter von 79 Jahren auf den Vestmannaeyjar.